# Lansetă (arhitectură)

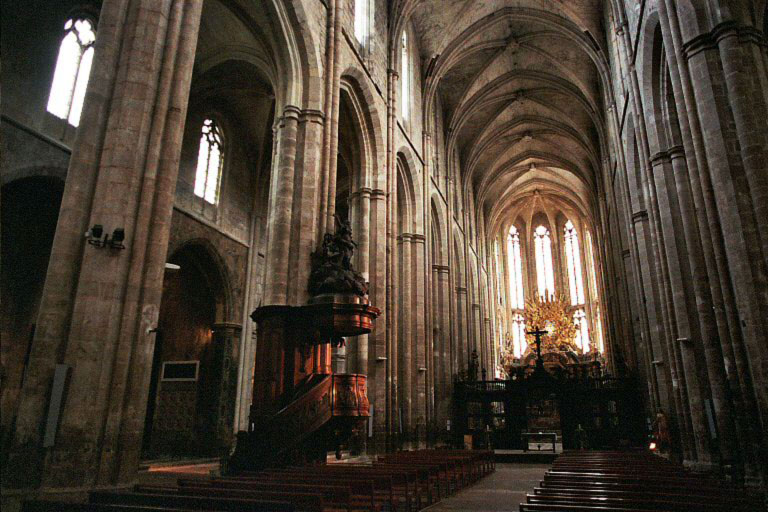
Vitralii sub formă de lansetă, în Bazilica Sfânta Maria Magdalena din localitatea franceză Saint-Maximin-la-Sainte-Baume, din Provența

O lansetă este o ogivă de stil gotic de formă foarte alungită. Vârful ogivei are forma asemănătoare cu vârful de lance.
Ogiva lansetei este formată din două arce de cerc ale căror centre se găsesc la mare distanță unul de celălalt, formând un arc frânt.

## Galerie de imagini

Diferite tipuri de ferestre ogivale: Tipul 1 este o lansetă.
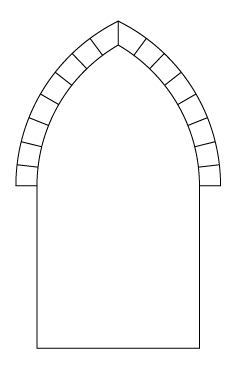
Lansetă
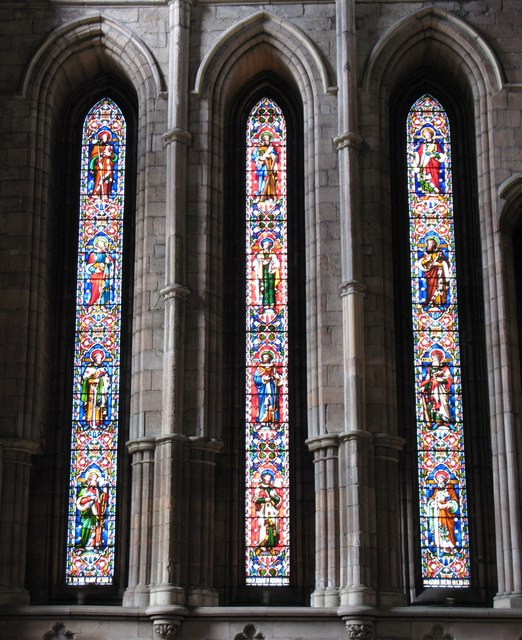
Ferestre sub formă de lansetă, cu vitralii, în transeptul de nord, din Hexham Abbey, Hexham, Anglia